# Digue'm Noel
Digue'm Noel (títol original: Call Me Claus) és un telefilm  estatunidenc dirigit per Peter Werner i difós l'any 2001 a la TNT.
Ha estat doblat al català.

## Argument
Per a Lucy Cullins, la temporada de Nadal és sinònima de records dolorosos i de cinisme. Trenta anys abans, no obstant això, el seu rostre era lluminós. Portava el barret del pare Noel demanant-li portar el seu pare del Vietnam. Però assabentats que havia mort en combat, Lucy assenyala el pare Noel com a personalment responsable. Avui responsable d'una cadena de televisió, no pot impedir de sentir-se trist quan les festes s'apropen.

## Repartiment
- Whoopi Goldberg: Lucy Cullins
- Nigel Hawthorne: Nick, el pare Noël
- Brian Stokes Mitchell: Cameron
- Victor Garber: Taylor
- Taylor Negron: Ralph
- Frankie Faison: Dwayne
- Melody Garrett: la mare de Lucy
- Jasmine Guy: Iesha